# Ameli Koloska
Ameli Koloska, geborene Ameli Isermeyer (* 28. September 1944 in Dessau), ist eine ehemalige deutsche Leichtathletin und Olympiateilnehmerin, die in den 1960er und 1970er Jahren – für die Bundesrepublik startend – als Speerwerferin erfolgreich war. Ihr größter Erfolg war der zweite Platz bei den Europameisterschaften 1971. Sie wurde siebenmal Deutsche Meisterin im Speerwurf (1967, 1968, 1969, 1970, 1972, 1973 und 1974).

## Einsätze bei internationalen Höhepunkten im Einzelnen
- 1968, Olympische Spiele: Platz 7 (53,54 - 54,08 - ungültig - 54,00 - 55,20 m - ungültig)
- 1966, Europameisterschaften: Platz 11 (47,90 m - ungültig - 46,28)
- 1971, Europameisterschaften: Platz 2 (59,40 m - 51,14 - 53,48 - ungültig - 52,16 - ungültig)
- 1972, Olympische Spiele: in der Qualifikation ausgeschieden
- 1974, Europameisterschaften: Platz 8 (55,02 - 53,86 - 56,36 m - 53,72 - ungültig - 53,42)

Ameli Koloska gehörte zunächst dem Sportverein VfL Wolfsburg an, später dem USC Mainz und dem TV Nieder-Olm. In ihrer aktiven Zeit war sie 1,73 m groß und 76 kg schwer.